# جوردن لونش
جوردن لونش (بالإنجليزية: Jordan Lynch)‏ هو لاعب كرة قدم أمريكية ولاعب كرة القدم الكندية أمريكي، ولد في 3 أكتوبر 1990 في شيكاغو في الولايات المتحدة.